# Nez Percé
Nez Percé /Cho pun-nish, Chopunnish (izg. Čopaniš), Pierced Nose, Probušeni Nos, Shahaptin, Sahaptin. U hrvatskim oblicima postoje nazivi Šahaptini, Čopaniši i Probušeni Nosovi/.- Pleme američkih Indijanaca jezičnog roda (porodice) Shahaptian, nastanjeno u ranom 19. stoljeću na platou rijeke Columbije, točnije na velikom prostoru središnjeg Idaha, i dijelova jugoistočnog Washingtona i sjeveroistočnog Oregona.

## Ime
Probušeni Nosovi sami sebe nazivaju Nimipu (Neemeepoo; ljudi), Kamu'inu (kamuinu), i Tsútpeli ili Tsupeli, odakle i Cho pun-nish kod Lewisa & Clarka. Najpoznatiji naziv dolazi od francuskog naziva Nez Percé, što se na engleski prevelo kao Pierced Nose, i pod lokalnim prijevodima ušlo u razne jezike. Ovaj naziv Probušenim Nosovima dan je pogrešno jer njihovi članovi nisu prakticirali bušenje nosa i nošenje nosnih ukrasa, a bilo je tipično tek za plemena s donje Columbije.  Njihov običaj češljanja kose unatrag dobro su zapazili Osage Indijanci koji su im dali naziv Pa ka'-san-tse, u značenju "plaited hair over the forehead", a isto vrijedi i za Kiowe, koji su ih nazvali, slično kao i Osage imenom A'dal-k'ato'igo ili "people with hair cut across the forehead"  Indijanci Kansa, rođaci Osaga dali su im također isto ime na svom jeziku koje glasi Pe ga'-zan-de. Naziv Siouxa Po'-ge-hdo-ke, mogao bi također imati isto značenje, dano ili prijevodom s drugih jezika, ili po vlastitom zapažanju na način češljanja kod probušenih Nosova, koji se kod njih prvo uoči.  Nazivi  Sa-áptin (kod Okanagana) ili Sahaptin, Shahaptin ili Saptin dolaze iz jezika Shahaptianskih plemena. Ostali nazivi manje su značajni. Pleme Atsina zvalo ih je A-pa-o-pa (što zapisuje Long, 1823.), a istog je porijekla i A-pu-pe' kod Crow Indijanaca, u značenju ‘to paddle’. Tu su još: Tsuhárukats (Pawnee), Mikadeshitchísi (Kiowa Apache), I'-na-cpe (Quapaw), Anípörspi, (Calapooya), Ko-mun'-i-tup'-i-o (Siksika).

## Podjela -Bande
Spinden (1908) daje imena bandi:
- Alpowe'ma, na Alpaha (Alpowa) Creeku.
- Atskaaiwawixpu,  Clearwater River.
- Esnime, ili Slate Creek Band, Upper Salmon River Indijanci.
- Hasotino, nasuprot Asotin Cityja, Washington.
- Hatweme, na Hatweh Creeku.
- Heswéiwewipu, na ušću Asotin Creeka.
- Hinsepu, na Hansens Ferry-ju, na Grande Ronde.
- Imnáma, na Imnaha River.
- Inantoinu, na ušću Joseph Creeka.
- Isäwisnemepu, blizu Zindelsa, na Grande Ronde.
- Iwatoinu, u Kendricku na Potlatch Creeku.
- Kamiaxpu, u Kamiahu, na ušću Lawyer's Creeka; ova banda poznata je i kao Uyame.
- Lamtáma, na Salmon Riveru.
- Lapwai, tamo gdje se sastaju Lapwai creek Clearwater. Swanton ih ne spominje.
- Lapweme, na Lapwai i Sweetwater Creeku.
- Makapu, na Cottonwood ili Maka Creek.
- Painima, blizu Pecka, na Clearwater Riveru.
- Pipu'inimu,  Big Cańon Creek.
- Saiksaikinpu, na potoku Southern Fork of Clearwater River.
- Sakánma, između ušća Salmon Rivera i Grande Ronde.
- Sálwepu, na Middle Fork of Clearwater River, blizu Kooskia, Idaho.
- Saxsano, blizu Asotin Cityja, Washington, na istočnoj strani Zmijske rijeke (Snake River).
- ''Siminekempu, u Lewistonu, Idaho.
- Taksehepu,  Clearwater River.
- Temanmu, ušće Salmon Rivera.
- Tewepu, ušće Oro Fino Creeka.
- Toiknimapu,  Joseph Creek na sjebvernoj strani Grande Ronde.
- Tsokolaikiinma, između Lewiston i Alpowa Creeka.
- Tuke'liklikespu, u Big Eddy.
- Tukpäme, na donjoj South Fork of Clearwater Rivera.
- Tunèhepu, u Juliaetta na Potlatch Creeku.
- Walwáma (Willewah), u Willowa (Wallowa) Valley.
- Wewi'me, na ušću Grande Ronde.
- Witkispu, 3 milje niže od Alpowa Creeka, na istočnoj strani Snake Rivera.
- Yakto'inu, na ušću Potlatch Creeka.
- Yatóinu, na Pine Creeku.
- Ovdje treba pridodati i bande locirane oko 80 milja niz rijeku Snake prema Lewistonu, to su: Nuksiwepu, Sahatpu, Wawawipu, Almotipu, Pinewewewixpu, Tokalatoinu i još neke.

## Povijest
Probušene Nosove ili Čopaniše prvo posjećuje 1805. godine ekspedicija Lewisa & Clarka. U to su vrijeme živjeli u sjeveroistočnom Oregonu, zapadnom Idahu i jugoistočnom Washingtonu. Godine 1830. bilo ih je oko 6,000 koji su se bavili lovom na jelene, losove, planinske koze i drugu divljač. Godine 1855. u Walla Walli održan je sastanak s vojnicima koji žele od Indijanaca kupiti zemlju za pokrivače i novac. Poglavica Tu-eka-kas na to im odgovori da zemlja nije za prodaju. Te su godine Indijanci prepustili veliki dio svoje zemlje bijelcima i živjelo se u miru sve do sljedećih 16 godina. Tada umre poglavica Tu-eka-kas a za novoga izabran je Hin-mah-too-yah-lat-kekt, kojega bijelci prozvaše Joseph, a zbilo se to 1871. Svi osim Josepha i četiri drugih poglavica potpisuju ugovor da napuštaju svoju zemlju i odlaze na rezervat Lapwai u Idaho. U proljeće 1877. general Howard (Oliver Otis Howard, 1830. – 1909) rewkao je poglavici Josephu da će ga čekati 30 dana da odvede svoje Indijance na rezervat. Ako to ne učini, otjerat će ih na silu. Joseph je rekao da ne mogu pobijediti bijelce u borbi i da bi trebali otići na rezervat. 
Tijekom sljedećih 30 dana Indijanci su sakupili svoja stada goveda i konja. Jednog dana dok su tjerali stado preko rijeke, mnoga goveda okrenula su se natrag ne želeći u rijeku. Dok je Joseph tjerao natrag odbjegla goveda, trojica njegovih ratnika napustila su logor i otvorili vatru po naseljeničkim kućama. Osamnaest ljudi je pobijeno. 
Joseph ovim činom ostade bez izbora i ulazi u rat s plavim kaputima (=američki vojnici, naziv po njihovim plavim uniformama).  Dok su se plavi kaputi povlačili napao ih je Josephov brat Ollokot, vođa bande Wel'ewa (Walwáma, kod Swantona), čovjek visok 6 stopa i 3 inča, sin Tu-eka-kasa. Indijanci odnesoše prvu pobjedu. Joseph naumi svoj narod povesti u Kanadu, kako bi ih doveo u sigurnost, i 700 pripadnika plemena prelazi planine Bitter Root. Na putu su imali više okršaja s vojnicima. Indijanci su dobili sve bitke, ali rat su ipak izgubili. Mnogi ratnici su poginuli i mnogi ostali ranjeni. Joseph se morao predati generalu Howardu. Potomci ratnika što ih je Joseph vodio danas se nazivaju Joseph's Band i žive na rezervatu Colville. Drugi Čopaniši žive na rezervatu Lapwai u Idahu. Godine 1990. bilo je 4,000 Čopaniša popisano u današnjem SAD-u. Ollokot ili Alokat ubijen je u finalnoj bici na Snake Creeku blizu Bear Paw Mountainsa 4 listopada 1877.

## Etnografija
Prve opise Čopaniša daju nam Lewis i Clark koji ih posjećuju prvih godina 19. stoljeća. Odjeća im je bila kožna koja se sastojala od dugih obojanih leggingsa (nogavica) ,mokasina i kratke kožne košulje i duge suknje od kože kozoroga ili argalije, koja im je padala do gležnja. Od ukrasnih materijala najviše se koristila školjka. Kosu su muškarci češljali unazad i pleli u pletenice koje bi puštali s prednje strane. 
Tijekom ljeta i jeseni, kažu Lewis i Clark,  bili su zaposleni ribarenjem lososa i kopanjem korijenja (camas i cowish), pripremajući rezerve za zimu. Zima je bila lovni period. Onda bi Indijanci navlačili svoje krplje i odlazili u lov na jelene. Nakon što je 1700.-tih na prewriju došao konj probušeni Nosovi osvajaju dijelove prerija i postaju lovci na bizone.
Vjera im šamanska, a šamanska moć, kaže Mircea Eliade, je nasljedna, slično kao i kod Tenina, Klamatha i Clallama.

## Vanjske poveznice
- Nez Perce National Historic Trail: Life Skills & Traditions
- Nez Perce  Arhivirana inačica izvorne stranice od 4. lipnja 2010. (Wayback Machine)
- Nez Perce Indians  Arhivirana inačica izvorne stranice od 3. studenoga 2006. (Wayback Machine)
- Nez Perce Indian History